# 大平瑶族乡
大平瑶族乡是中华人民共和国广西壮族自治区贺州市平桂区下辖的一个民族乡。

## 行政区划
大平瑶族乡下辖以下村级行政区划单位：
大平村、宗文村、威竹村、里头村、古那村和龙槽村。